# Acridoschema atricollis
Acridoschema atricollis là một loài bọ cánh cứng trong họ Cerambycidae.